# Short-term conflict alert
Short Term Conflict Alert (STCA) is een geautomatiseerd waarschuwingssysteem voor luchtverkeersleiders. Het is een op de grond gevestigd vangnet, bedoeld om de luchtverkeersleider te helpen bij het voorkomen van botsingen tussen vliegtuigen in de lucht door het tijdig genereren van een melding van een mogelijke of werkelijke inbreuk van de scheidingsafstand van meerdere vliegtuigen.

## Beschrijving
ICAO Doc 4444 vereist dat radarsystemen moet zorgen voor de weergave van veiligheid gerelateerde waarschuwingen met inbegrip van de huidige en de voorspelde conflicten.

## Gerelateerde systemen
Het gelijkwaardig systeem aan boord van een vliegtuig is TCAS. Dit systeem waarschuwt piloten voor mogelijke conflicten met andere vliegtuigen en stelt corrigerende maatregelen voor in de vorm van een klim of daling. In tegenstelling tot de TCAS, stelt STCA normaal gesproken geen corrigerende maatregelen. Indien actie is vereist, zal de luchtverkeersleider normaal gesproken opdracht moeten geven aan het vliegtuig om een bepaalde maatregel uit te voeren, waardoor de mogelijkheid ontstaat dat zijn opdracht in tegenspraak zal zijn met de door TCAS voorgestelde maatregel.